# William von Danckelmann
William Hector Bonaventura Freiherr von Danckelmann, auch Dan[c]kelman[n], (* 12. März 1778; † 29. April 1833) war ein deutscher Beamter und Politiker. Er war sächsischer Vizekreisdirektor und Amtshauptmann und nach 1815 preußischer Landrat.

## Leben
William von Danckelmann stammte aus der in den Freiherrenstand erhobenen Adelsfamilie von Danckelmann auf Lodersleben und ist der Sohn des jung verstorbenen Wilhelm Freiherr von Danckelmann und der Cornelia Helena geb. von Baumgardt, der Tochter eines Rats der holländisch-ostindischen Kompanie in Kapstadt. Seine verwitwete Mutter heiratete den Bruder ihres verstorbenen Ehemannes.
Als Stiefsohn von Ludwig Philipp Gottlob Freiherr von Danckelmann wurde er zunächst Adjunkt des Stiefvaters, der Kreisdirektor des Querfurter Kreises war. Sein Stiefvater trat ihm 1802 die Hälfte seiner beiden Rittergüter in Lodersleben ab, damit er die Beamtenlaufbahn einschlagen konnte. Zwei Drittel dieser Hälfte überließ William 1811 seinen beiden Brüdern Adolph Freiherr von Dankelmann und Cornelius Freiherr von Dankelmann.
1816 wurde er kommissarischer Landrat des neu gebildeten Kreises Querfurt im Regierungsbezirk Merseburg der Provinz Sachsen. 1817 übernahm er endgültig dieses Amt, das er bis zu seinem Tod 1833 verwaltete.
Er war zweimal verheiratet. 1802 heiratete er Amelie von Rheden († 1816) und nach deren Tod noch im gleichen Jahr Henriette von Wangenheim (1793–1859).
Sein Schwager war der preußische Staatsminister Gustav Freiherr von Brenn.